# Belagerung von Cahir Castle
Clontibret – Carrickfergus – Yellow Ford – Curlew Pass – Cahir Castle – Moyry Pass – Kinsale – Dunboy
Die Belagerung von Cahir Castle (auch Caher Castle) fand 1599 während des Neunjährigen Kriegs in Irland statt, als englische Truppen unter Robert Devereux, 2. Earl of Essex die von irischen Rebellen besetzte Burg belagerten. Die Burg galt als die am schwersten einzunehmende Festung im Irland jener Zeit. Obwohl Devereux die Burg innerhalb weniger Tage eroberte, erhielt er dafür von Königin Elisabeth I. keine Anerkennung.

## Der Earl of Essex in Irland
Nachdem Devereux im April 1599 mit der größten Armee, die Irland je betrat (17.000 Mann und 1300 Pferde), in Dublin eintraf, vermied er jegliche Konfrontation mit den nördlichen Rebelleneinheiten unter Hugh O’Neill, 2. Earl of Tyrone, sondern versuchte den Süden des Landes unter Kontrolle zu bekommen. Dies hatte den Hintergrund, dass die Engländer eine erneute Anlandung spanischer Truppen (wie 1585 beim Anglo-Spanischen Krieg) befürchteten.
Während seines umstrittenen (und großteils nutzlosen) Streifzuges durch die Provinz Munster sicherte Devereux zunächst die Kapitulation von Derrinlaur Castle (am Fluss Suir gelegen), bevor er seine Aufmerksamkeit auf Cahir Castle richtete, das flussaufwärts lag.
Für eine Armee, die westlich des Suir agieren wollte (tief in dem von Rebellen kontrollierten Gebiet), war die Eroberung von Cahir Castle unerlässlich. Cahir Castle liegt auf einem Felsen mitten im Fluss und galt aufgrund seines großen Bergfrieds und des Schutzes von 6 Türmen und äußerst dicken Mauern als uneinnehmbar.

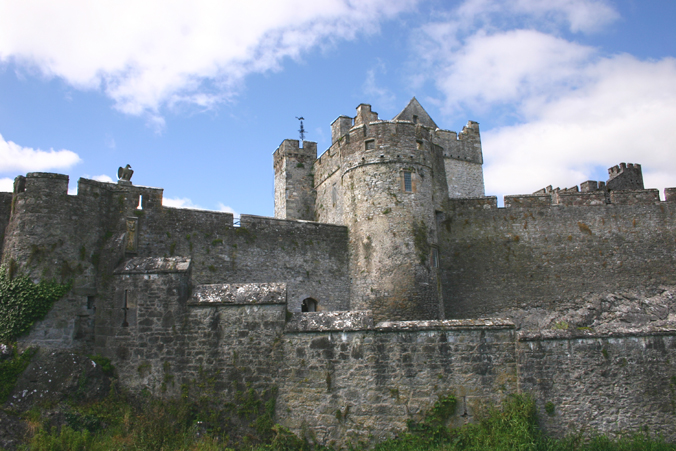
Cahir Castle heute

Zu dieser Zeit gehört die Burg dem irischen Adligen Lord Cahir und lag in der Obhut seines Bruders James Galdie, der 1600 auch Befehlshaber bei der Schlacht am Moyry Pass war. Vor dem Fall von Derrinlaur Castle hatte Devereux Lord Cahir beschuldigt, mit dem Rebellen Edmund FitzGibbon (auch White Knight, Weißer Ritter genannt) zusammenzuarbeiten. Als sich die englische Armee von Clonmel aus aufmachte, versicherte Cahir, dass Galdie kapitulieren würde, sobald die Armee in Sichtweite der Burg sei.

## Die Belagerung
Am 25. Mai teilte Devereux seine Armee in drei Teile. Während sich der Hauptteil etwa eine Meile außerhalb von Clonmel versammelte, erreichte die Artillerie – eine Kanone und eine Kalverine – auf dem Wasserweg unter Aufsicht von Devereux die Landestelle. Unter dem Schutz der Nachhut und eines Trupps Reiter wurden die Geschütze, mangels Lasttieren, die gesamten 10 Meilen bei schlechtem Wetter nach Cahir Castle gezogen. Devereux führte nun den Hauptteil der Armee ebenfalls Richtung Burg, ca. eine Meile davor wurde das Lager errichtet.
Lord Cahir wurde mit Henry Danvers (dem Generallieutenant der Reiter) vorausgeschickt, um seinen Bruder zur Übergabe der Burg aufzufordern. Doch statt einer Übergabe, wie von Lord Cahir angekündigt, wurden die Verhandlungsführer beschimpft und bedroht, worauf Cahir von Devereux des Vertrauensbruchs bezichtigt wurde. Cahir versprach weitere Verhandlungen, doch Devereux war entschlossen, die Burg einzunehmen, und ließ Cahir und seine Frau unter Bewachung stellen.
Zusammen mit Thomas Butler, 10. Earl of Ormond wurde ein Kriegsrat abgehalten. Es gab keinen Nachschub, das Wetter war schlecht und die teils überfluteten Felder führten zu einem steigenden Risiko von Krankheiten und Seuchen. Außerdem gab es Gerüchte von der Anwesenheit einer 5000 Mann starken Rebellenarmee in der Umgebung. Daher wurde zunächst Munition aus der Stadt Waterford angefordert sowie Nahrungsmitteln aus den umliegenden Dörfern und Städten.
Am Abend begutachtete Devereux zusammen mit George Bingham, der 1594 erfolgreich Maguire Castle in Enniskillen belagert hatte, die Burg. Man entschied sich, die Burg von der Ostseite aus anzugreifen, wo ein Schützengraben ausgehoben und die Kanone positioniert wurde. Die Kalverine wurde weiter von der Burg entfernt aufgestellt, von wo aus man eine bessere Übersicht auch über die Flanken hatte.
Am 26. Mai verlagerte man die Vorhut zusammen mit dem Hauptbataillon auf die Ostseite der Burg. Später am Tag erreichte die Nachhut mit der Artillerie die Burg, und nach einer Nacht der Vorbereitungen waren die Kanone und die Kalverine am Morgen des 27. an der Ostseite der Burg in Stellung gebracht und eröffneten das Feuer. Doch schon nach dem zweiten Schuss brach der Fahrschlitten der Kanone. Auch bei der Kalverine blieb eine Kugel im Rohr stecken, was jedoch schnell behoben werden konnte. An die 50 Schüsse wurden abgegeben, woraufhin die Rebellen im Inneren der Burg es nicht mehr wagten, sich an der Ostseite aufzuhalten. Es wird berichtet, dass Lord Cahir und seine Frau während der Kanonade wie Kinder geweint haben sollen.
Über die unbewachte Westflanke der Burg entließ Fitzgibbon all diejenigen aus der Burg, die nicht zu deren Verteidigung beitragen konnten. Daraufhin wurde Christopher St. Lawrence, Sohn von Lord Howth und ein Oberst der Fußsoldaten, auf eine Insel an der Nordostseite entsandt, die mit zwei (zerstörten) Brücken die Burg mit der Westseite des Flusses verband.
Am späten Abend des 27. Mai war das Fahrgestell der Kanone wiederhergestellt und die Kalverine etwas näher bei der Burg platziert, so dass die Kanonade am 28. Mai fortgesetzt werden konnte. Letztendlich brach die östliche Burgmauer, und man begann mit den Vorbereitungen für den Angriff, der für den nächsten Morgen geplant war: Leitern, Gerüste und bewegliche Schutzwände wurden herbeigeschafft oder zusammengebaut. Sprenggefäße (hölzerne Behälter mit Schießpulver, um Türen oder Barrikaden zu zerstören) wurden vorbereitet und vier Kompanien von Fußsoldaten ausgerüstet.
Während der Nacht versuchten die irischen Rebellen einen Fluchtversuch, der jedoch von Charles Percy und St. Lawrence entdeckt wurde. Vier Kompanien von Veteranen aus Flandern töteten dabei mindestens 80 Rebellen; James Galdie konnte allerdings mit einigen Männern durch einen Abflussschacht unter einer Wassermühle entkommen. Die englischen Truppen besetzten daraufhin ohne Widerstand die Burg.
Am Morgen des 29. Mai betrat Devereux die Burg, die später mit 100 Mann unter dem Kommando von George Carey besetzt wurde. Die Hauptarmee blieb bis zum 31. Mai rund um die Burg; lediglich die Kranken und Verletzten wurden nach Clonmel gebracht. Der Weg nach West-Munster in das von Rebellen kontrollierte Gebiet war nun für Devereux gesichert.

## Nachspiel
Devereux machte viel Aufhebens um die Eroberung von Cahir Castle, doch Königin Elisabeth I. spielte die Eroberung herunter, indem sie Galdies Truppen als einen unfähigen Haufen von Schurken bezeichnete, die nicht in der Lage gewesen seien, die Burg zu verteidigen. Kurz danach geriet Devereux’ Streifzug gegen Hugh O’Neill ins Stocken.
Bereits 1600, also nur ein Jahr später, wurde die Burg wieder von 60 irischen Rebellen unter James Butler zurückerobert, ohne dass auch nur ein Schuss fiel. Doch nach Drohungen wurde es an George Carew übergeben.